# Radu Mihnea

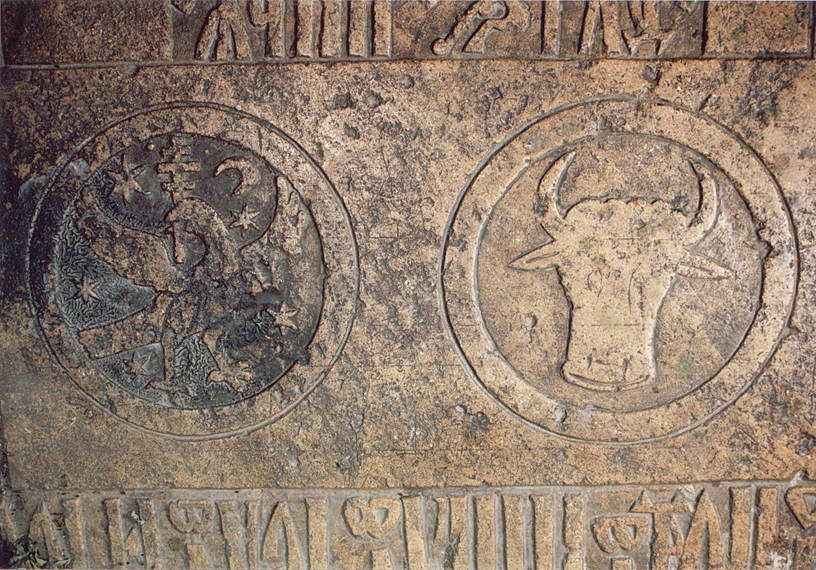
piatra funerară a lui Radu Mihnea, având stemele celor două principate românești: Moldova și Valahia

Radu Mihnea (n. 1586, Constantinopol, Imperiul Otoman – d. 13 ianuarie 1626, Hârlău, Moldova) a fost domn al Țării Românești (de patru ori intre 1601-1623) și al Moldovei (de doua ori intre 1616-1626).

## Viața
Radu Mihnea era fiul lui Mihnea al II-lea Turcitul și al Vișei din Cislău.  El a fost căsătorit cu Arghira și a avut 3 copii: Alexandru Coconul, Ecaterina, soția lui Miron Barnovschi și o fiică, care se căsătorise cu Constantin Vevelli.
A fost susținut de Poartă pentru domnie încă din ianuarie 1596, dar a stăpânit pentru prima dată în Țara Românească între noiembrie 1601 – martie 1602. După această scurtă domnie a fost voievod al Țării Românești între aprilie – mai 1611.
Tot în 1611 a început a treia sa domnie, în contextul ocupării țării de către o mare armată turco-tătară condusă de Omer pașa, care a refuzat revenirea pe tron a lui Radu Șerban. În timpul acestei domnii, Radu Mihnea a fost susținut de o grupare boierească filoturcă, formată din levantini împământeniți în 1611. Tabăra antiotomană reprezentată de susținătorii lui Radu Șerban, plecat în pribegie în septembrie 1611, a reacționat încă din toamna anului, prin complotul stolnicului Bărcan. Circa 8-9 mari dregători și mulți alți dregători mijlocii și mici urmăriseră readucerea pe scaun a lui Radu Șerban, însă Radu Mihnea a fost avertizat de Gabriel Báthory, astfel că boierii au fost arestați pe neașteptate, iar la 7/17 decembrie 1611 a avut loc execuția stolnicului Bărcan și a postelnicului Radu Băleanu.
Ideea unei apropieri între Țările Române a încolțit și în mintea lui Radu Mihnea, care a domnit, succesiv, în Muntenia și Moldova. Un moment semnificativ în acest sens l-a constituit perioada 1623 - 1626 când, domnind în Moldova, Radu Mihnea a reușit să obțină tronul Munteniei pentru fiul său Alexandru Coconul (1623 - 1627). Unele izvoare contemporane consemnează această unitate politică moldo-munteană. Astfel, reprezentantul Veneției la Istanbul, într-un raport datat 11 aprilie 1625, precizează că va trimite o scrisoare "către numitul principe Radulo (Radu Mihnea) care e acum principe în Moldova și fiul său în Valahia, care e foarte tânăr și condus de tată". Alte mărturii îl menționează pe "Radulo voievod, principe al Valahiei și Moldovei", iar pe piatra lui funerară sunt asociate stemele celor două țări surori.
Unul din punctele sale slabe a fost fiscalitatea excesivă. Miron Costin spune că acest lucru era determinat de fastul și luxul prea mare afișat la curte. Radu Mihnea a fost înmormântat la Mănăstirea Radu Vodă din București, pe care a ctitorit-o în 1615.

### Perioadele de domnie

#### Principatul Țării Românești
- noiembrie 1601 - martie 1602
- aprilie 1611 - mai 1611
- 12 septembrie 1611 - august 1616
- august 1620 - august 1623

#### Principatul Moldovei
- 24 iulie 1616 - 9 februarie 1619
- 4 august 1623 - 20 ianuarie 1626